# Dystrykt Malakand
Dystrykt Malakand (paszto: ملاکنډ) – dystrykt w północnym Pakistanie w prowincji Chajber Pasztunchwa. W 1998 roku liczył 452 291 mieszkańców (z czego 51,64% stanowili mężczyźni) i obejmował 49 330 gospodarstw domowych. Siedzibą administracyjną dystryktu jest Batkhela.